# Māoripapegojor
Māoripapegojor (Strigopidae) är en familj av papegojfåglar som består av de två släktena Nestor och Strigops. Nestor omfattar arterna kea, kaka, norfolkkaka och chathamkaka, medan släktet Strigops enbart omfattar arten kakapo. Alla idag förekommande arter är endemer på Nya Zeeland medan de två utdöda arterna norfolkkaka och chathamkaka förekom på närliggande öar som Chathamöarna, Norfolkön och Phillip Island. Trivialnamnen kea, kaka och kakapo härstammar från deras namn på maori.
Norfolkkaka och chathamkaka dog ut under historisk tid, medan kakapo, kea och de två underarterna av kaka, alla är hotade. Det var mänsklig aktivitet som utrotade de två utdöda arterna och som är orsak till de tre övriga arternas minskning. Både polynesierna och européerna har introducerat invasiva arter som grisar, hundar och råttor, som tar ägg från de markhäckande fåglarnas bon. Ytterligare reducering av populationerna har skett genom jakt, både för föda, fjädrar och för att skydda odlingar, habitatförluster och konkurrens om föda från introducerade arter.
Familjen började utvecklas ur de andra papegojorna för ungefär 82 miljoner år sedan när Nya Zeeland bröts loss från Gondwana, medan utvecklingen av släktena Nestor och Strigops påbörjades för mellan 60 och 80 miljoner år sedan.

## Systematik
Taxonomin för ordningen papegojfåglar (Psittaciformes) har länge varit omdiskuterad men numera rår det ganska stor konsensus. Tidigare har placeringen av arterna inom familjen Strigopidae varierat. Numera kategoriseras de māoripapegojorna som en familj av fyra inom ordningen, utöver familjerna kakaduor (Cacatuidae), västpapegojor (Psittacidae) och östpapegojor (Psittaculidae). Familjen delas i sin tur upp i två tribus, Nestorini och Strigopini, som omfattar var sitt släkte, Nestor och Strigops.
Traditionellt placerades māoripapegojorna i familjen Psittacidae, men flera studier indikerade gruppens unika status inom papegojornas utvecklingshistoria. Merparten av världens auktoriteter erkänner idag familjen, medan vissa argumenterar att familjens två tribus istället borde behandlas som enskilda familjer: Nestoridae och Strigopidae.

### Fylogeografi

En hypotes över gruppens fylogeografi har föreslagits som erbjuder bra exempel på olika artbildningsmekanismer. Hypotesen utgår ifrån att gruppens anfäder isolerades från övriga papegojor när Nya Zeeland bröts loss från Gondwana för ungefär 82 miljoner år sedan, vilket resulterade i en geografisk separering av de två grupperna. Denna mekanism kallas för allopatrisk separation. Över tid anpassade sig förfäderna till de två överlvenade släktena Nestor och Strigops, till olika ekologiska nischer vilket ledde till reproduktiv isolering, vilket är ett exempel på sympatrisk artbildning. Under pliocen, för ungefär fem miljoner år sedan, bildades Sydalperna vilket skapade ett mer varierat landskap som i sin tur ledde till nya förutsättningar för artbildning inom släktet Nestor. 'För ungefär tre miljoner år sedan anpassade sig två utvecklingslinjer till lågland respektive bergsområden. Utvecklingslinjen som anpassade sig till höga höjder resulterade i den nutida Kean, medan utvecklingslinjen anpassade för lågland utvecklades till de olika arterna av kaka. När individer av en art etablerat sig på en lämplig ö förändras de generellt snabbt från de ursprungliga fastlandspopulationer som de härstammar ifrån. Detta gäller för både norfolkkaka och chathamkaka som är resultat av ett fåtal individer som anlänt till öarna och sedermera anpassat sig till de specifika habitat som öarna utgör. Frånvaron av DNA-material ifrån chathamkaka gör det svårt att räkna ut när dessa artbildningar skedde. Slutligen har bestånden av kaka på Nordön och Sydön isolerats ifrån varandra genom höjning av havsvattennivån då inlandsisen smälte under slutet av pleistocen.
Fram till historisk tid har Nya Zeeland och de närliggande öarna saknat fyrfota däggdjur vilket resulterade i en miljö som tillät en anpassning för fåglar att häcka på marken och för andra att bli flygoförmögna.

## Arter
| Strigopidae                                                       | Strigopidae                                                                 | Strigopidae | Strigopidae |
| Trivialnamn (vetenskapligt namn) status                           | Bild                                                                        | Beskrivning | Utbredning och habitat |
| ----------------------------------------------------------------- | --------------------------------------------------------------------------- | --- | --- |
| Kea (Nestor notabilis) Sårbar (VU)                                |                                                                             | Cirka 48 cm lång, till största delen olivgrön med mörka fjäderbräm och orange undre vingtäckare. Näbben, iris och fötter är brun. Hanarna har större näbb.                                                              | Nya Zeeland: Sydön Högt belägna skogar och subalpin buskmark på 850–1400 meter över havet. |
| Nordökaka (Nestor meridionalis septentrionalis) Starkt hotad (EN) |                                                                             | Cirka 45 cm lång, till största olivbrun med mörka fjäderbräm. Scharlakansröd vingundersida, gump och halsring. Kinderna är gyllenbruna och hjässa gråaktig.                                                             | Nya Zeeland: Nordön Obrutna skogsområden med Nothofagus och Podocarpus på 450–850 meter över havet sommartid och på 0–550 meter över havet vintertid.                                                          |
| Sydökaka (Nestor meridionalis meridionalis) Starkt hotad (EN)     |                                                                             | Lik nordökakan, men något mindre, med ljusare färger, med en nästan vit hjässa, och näbben är längre och mer nedåtböjd hos hanen.                                                                                       | Nya Zeeland: Sydön Obrutna skogsområden med Nothofagus och Podocarpus på 450–850 meter över havet sommartid och på 0–550 meter över havet vintertid.                                                           |
| Norfolkkaka (Nestor productus) Utdöd (EX), cirka 1851             |                                                                             | Cirka 38 cm lång, till största delen olivbrun ovansida, (röd-)orange kind och strupe, halmfärgat bröst, gump och mörkorange nedre del av buken.                                                                         | Var endemisk för Norfolkön och Phillip Island, Australien Klippor och träd |
| Chathamkaka (Nestor chathamensis) Utdöd, mellan 1550 och 1700     | Utseendet är okänt men fossil indikerar att den hade reducerad flygförmåga. | Endast känd från subfossila ben. | Var endemisk för Chathamöarna, Nya Zeeland Skogar |
| Kakapo (Strigops habroptila) Akut hotad (CR)                      |                                                                             | Stor och kraftig papegoja, 58–64 cm lång. Hanarna är större än honorna och väger 2–4 kg som adulta. Till största delen brun och gul med vattrad streckning, och med gröngul undersida. Ansiktet är ljust och ugglelikt. | Nya Zeeland: Maud-, Chalky-, Codfish- och Anchor-öarna Skogsområden med Nothofagus och Podocarpus, subalpin buskmark, områden med tussockgräs, och gräsmarker med Danthonia på 10–1400 meters höjd över havet. |

### Trivialnamn

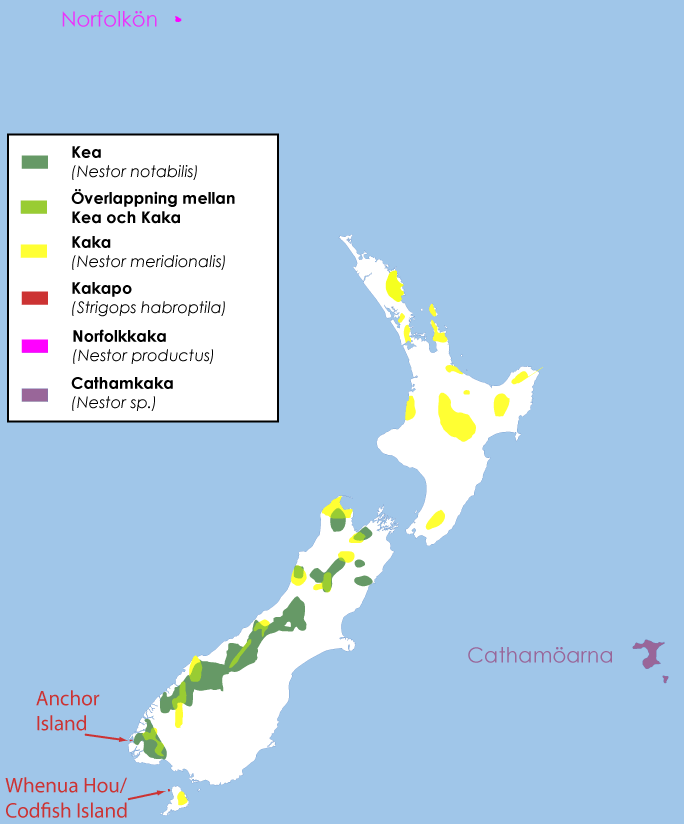
Den nutida utbredningen för de idag existerande arterna, tillsammans med den historiska utbredningen för de utdöda arterna.

Alla trivialnamnen för arterna härstammar ifrån de traditionella namnen på maori. Ordet "ka" (kā på maori, där ā uttalas som långt aa) betyder "att skrika", och dubblerat betyder kākā papegoja. Kakapo, på maori kākāpō, är den logiska utvecklingen av det namnet då pō betyder natt, varför kākāpō alltså betyder nattuggla, vilket refererar till artens nattaktiva beteende. Etymologin för Kea på maori är inte lika tydligt, och kan vara en onomatopoetisk härmning av dess läte kee-aah.

## Ekologi
Nya Zeelands geografiska isolering resulterade i att inga fyrfota däggdjur lyckades kolonisera öarna och enda däggdjur som förekom före människorna var fladdermöss. Huvudpredatorer var därför fåglar som nyazeelandkärrhök (Circus eylesi), moaörn (Hieraaetus moorei), nyazeelandfalk (Falco novaeseelandiae), skrattuggla (Sceloglaux albifacies) och nyazeelandspökuggla (Ninox novaeseelandiae), varav flera idag är utdöda eller hotade.
De tre idag existerande arterna av māoripapegojor upptar ganska olika ekologiska nischer, vilket beror på familjens fylogeografiska dynamik. Kakapon är flygoförmögen, nattaktiv och välkamouflerad för att undvika dagaktiva större rovfåglar. Kakapon är den enda papegojan i världen som spelar på specifika lekar. Vanligtvis häckar de var tredje till var femte år, då specifika podocarpusträd, som Dacrydium cupressinum, blommar rikligt.
Kakan lever i stora skogsområden och befinner sig främst uppe i trädkronorna. De är dagaktiva och lever ofta i mindre flockar på upp till fem individer. Kean lever ofta i större flockar på upp till tiotalet individer. Den är väl anpassad till ett liv på hög höjd och observeras regelbundet på snötäckt mark. Eftersom de lever ovanför trädgränsen häckar de i håligheter i marken istället för i trädhålor som de flesta andra papegojarter.

## Māoripapegojor och människan

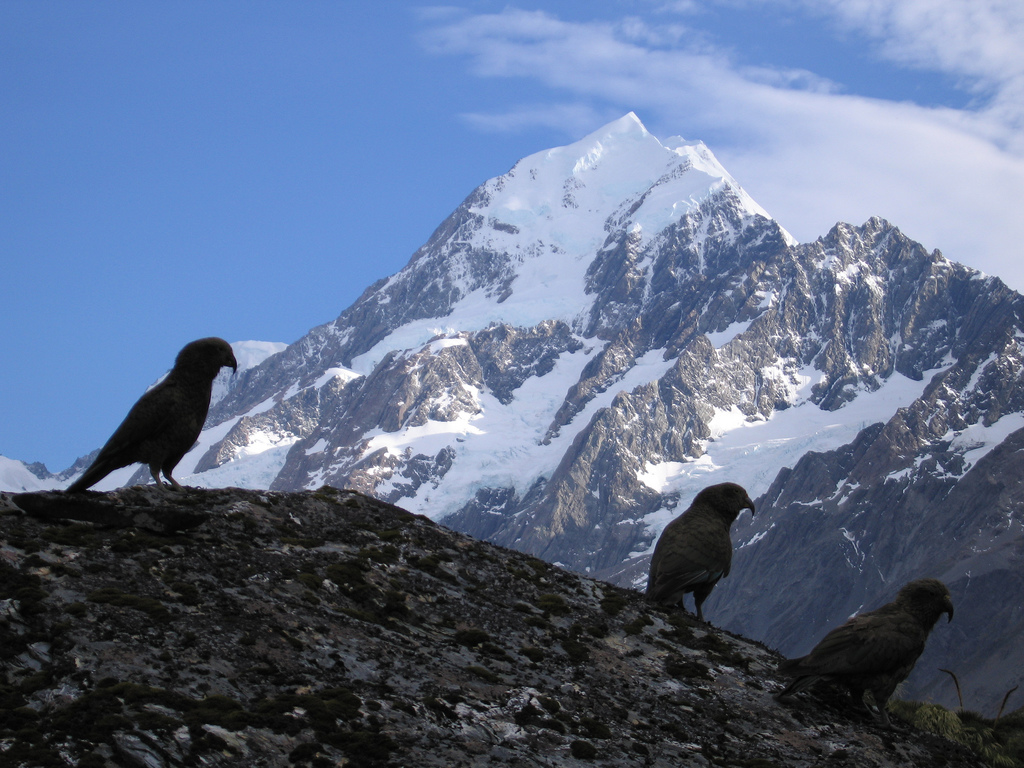
Kean är väl anpassad till ett liv i den alpina zonen, likt de som finns i Sydalperna. I bakgrunden syns Aoraki/Mount Cook vilket är det högsta berget i Nya Zeeland.

### Betydelse för maorierna
Māoripapegojorna har haft betydelse för maorierna på olika sätt. De jagade dem för föda, höll dem som husdjur, och använde deras fjädrar inom sömnad, exempelvis i den traditionella fjädermanteln (Kahu huruhuru). Fjädrar användes även för att smycka vapnet taiaha. Skinn med fjädrarna kvar från Kakapo användes även för olika exklusiva klädesplagg, exempelvis caper, som bars av hövdingars fruar och döttrar.

### Status, hot och skydd

#### Status
Av de fem arterna utrotades två, norfolkkaka och chathamkaka under historisk tid. Den sista kända norfolkkakan dog i fångenskap i Lindon någon gång efter 1851, och bara mellan sju och 20 skinn finns bevarade. Chathamkakan dog ut mellan 1550 och 1700 innan européerna anlände, men efter det att polynesierna koloniserat ön, och är bara känd från subfossila ben. Av de idag förekommande arterna är kakapon akut hotad (CR), och idag finns bara 131 individer kvar. Kaka är kategoriserad som starkt hotad (EN), och kea som sårbar (VU).

#### Hot
Nya Zeelands fauna utvecklades under lång tid utan någon inblandning av människor och nästan inga andra däggdjur heller. De enda däggdjuren som förekom innan människan anlände var ett antal fladdermusarter, och de enda större predatorerna var ett antal rovfåglar och ugglor. Dessa förhållanden tillät en utveckling av reducerad flygförmåga och placering av boet direkt på marken. Polynesierna anlände till öarna runt 800 till 1300 e.Kr, och introducerade både polynesisk råtta och polynesisk hund (Kurī), vilket var förödande för den specialiserade inhemska faunan. Senare introducerade européerna fler arter som stora gräsätare och rovdjur.
Utöver hotet från introducerade arter jagades kakapon för sitt kött, skinn och fjädrar och när européerna anlände till öarna var beståndet av kakapo redan reducerat men arten hade fortfarande ett stort utbredningsområde. Den utbredda skogsavverkning som européerna påbörjade förstörde häckningshabitat och för de nya introducerade arterna som råtta, katt, hermelin och gris var de markhäckande fåglarna med sina kullar ett lätt byte.
Kaka är en fågelart som behöver stora orörda skogar för att trivas och fragmentariseringen av skogar på grund av jord- och skogsbruk har haft en förödande effekt på beståndet. Ett annat hot utgör de introducerade arter som konkurrerar om födan, exempelvis pungråttan som äter de endemiska arterna av mistel och av släktet Metrosideros, och med getingar som äter honungsdagg, som produceras av olika växtlöss. Honor, juveniler och ägg är extra utsatta när de befinner sig i de trädhålor som de häckar i.
Kean häckar i hålor i marken, vilket gör den sårbar för introducerade arter. Ett annat stort hot är ett resultat av exploateringen av bergsområdena då de börjar förlita sig på att få mat ifrån människor då deras ursprungliga föda minskar.

#### Skydd
Program med skyddsåtgärder för kakapon och kakan är etablerade, medan keans statusutveckling bevakas noga. De cirka 130 kvarvarande kakapoorna ingår alla i ett häcknings- och skyddsprogram och alla individer har försetts med ett eget namn.